# بحر أوخوتسك
بحر أوخوتسك هو ذراع ضخم من المحيط الهادئ الشمالي في الحدود الشرقية لروسيا. يبلغ طول هذا البحر 1600 كيلومتر وعرضه 970 كيلومتر ويغطي مساحة 1,527,600 كيلومتر مربع.
ينفصل عن بحر برينغ إلى الشرق بواسطة شبه جزيرة كامشاتكا. وتفصله جزر الكوريل من جهة الجنوب عن المحيط الهادئ.
يغطي الثلج بحر أوخوتسك من نوفمبر حتى إبريل ويحدث به في كثير من الأحيان الأعاصير والضباب الكثيف إلا أنه يستخدم كطريق تجاري مائي للموانئ الروسية ماغادان وأوخوتسك. ويصب به نهر آمور وبعض الأنهار الصغيرة.

## أعلام
- دودلي دبليو. مورتون